# المعجم الأمازيغي الوظيفي
المعجم الامازيغي الوظيفي (بالامازيغية: ⴰⵎⴰⵡⴰⵍ ⴰⵎⴰⵣⵉⵖ ⴰⵎⵙⵖⴰⵏ "أموال أمازيغ أمسغان") هو معجم ثنائي اللغة (عربي–أمازيغي) من تأليف الباحث المغربي مبارك الأرضي، صدر سنة 2008 بالدار البيضاء . يضمّ المعجم ما يقارب 253 صفحة، ويُركّز على المفردات الوظيفية الأكثر استعمالاً في مجالات متعددة ، ويُعتبر هذا العمل من أوائل المعاجم الأمازيغية الحديثة بعد معجم شارل دو فوكو، حيث يسعى إلى تقديم رصيد لغوي مبسّط وعملي يخدم التعليم والتواصل اليومي، ويساهم في إدماج الأمازيغية في الحقول المعرفية والممارسات الوظيفية المعاصرة.

## محتوى المعجم
يضمّ المعجم الأمازيغي الوظيفي محتوى متنوّعاً يُركّز على المفردات الأساسية الأكثر شيوعاً في الحياة اليومية والحقول المعرفية المختلفة، حيث يشمل مصطلحات تتعلّق بالإعلام، التاريخ، الصحة، الفلسفة، المعلوميات، الفن، الأسرة، الجغرافيا، القانون، السياسة والاقتصاد. كما يتضمن قسماً خاصاً بالمفردات النحوية الوظيفية مثل الضمائر، أدوات الاستفهام، أدوات الربط، وظروف الزمان والمكان، بما يتيح للمعجم أن يكون أداة عملية لتعلم اللغة الأمازيغية وتوظيفها في السياقات التواصلية والتعليمية. ويتميّز محتواه بالترتيب المنهجي والوظيفي للكلمات، مما يجعله مرجعاً لغوياً مبسطاً يسعى إلى ربط الأمازيغية بمحيطها الاجتماعي والمعرفي.

## اقتباسات من مقدمة الكتاب
«لقد أثبت التاريخ أن الأمازيغية كُتبت بالحرف العربي في المخطوطات الفقهية والأدبية، ومن هنا تأتي شرعية هذا الاختيار».
«المعجم لا يبتكر أبجدية جديدة، وإنما يكيف الحرف العربي ليستوعب أصوات الأمازيغية في بعدها الوظيفي».
«إن الهدف من هذا العمل هو تيسير تعليم الأمازيغية للأجيال الصاعدة، وإدماجها في المدرسة والإدارة والإعلام».

«الحرف العربي، بإضافاته التكميلية، يسمح بضبط النطق الأمازيغي دون أن يفقد اللغة روحها التاريخية».

## أسلوب الكتاب
يتميّز كتاب "المعجم الأمازيغي الوظيفي" بأسلوبه العملي والبيداغوجي، إذ اعتمد المؤلف مبارك الأرضي على منهج تبسيطي يركّز على المفردات الأكثر استعمالاً في الحياة اليومية والحقول المعرفية الأساسية، مع ترتيبها بشكل وظيفي يسهل الرجوع إليها. الأسلوب يتسم بالوضوح والدقة، حيث تُقدَّم الكلمات بالعربية ومقابلاتها بالأمازيغية بخطي تيفيناغ واللاتيني أحياناً، مما يمنح القارئ والمتعلم أداة مباشرة لتوظيف الأمازيغية في السياقات التواصلية والتعليمية. كما يتجنب الكتاب الإطناب النظري، ويعتمد على المقاربة العملية القائمة على الفهرسة والشرح الموجز، ما يجعله معجماً وظيفياً أكثر منه معجماً موسوعيّاً أو تفسيرياً، وهو ما ينسجم مع هدفه في خدمة التعلم والتواصل اليومي وإدماج الأمازيغية في مجالات الاستعمال العملي.

## النقد و الاستقبال
حظي المعجم الأمازيغي الوظيفي منذ صدوره باهتمام ملحوظ في الأوساط الأكاديمية والثقافية بالمغرب، حيث اعتُبر خطوة عملية في سبيل إغناء الرصيد المعجمي للأمازيغية وتيسير إدماجها في مجالات التعليم والإعلام والتواصل اليومي. وقد أشادت بعض الدراسات والمراجعات بأهمية تركيزه على المفردات الوظيفية الأكثر استعمالاً، مما يمنحه طابعاً بيداغوجياً يسهل استعماله من طرف المتعلمين والباحثين، في حين أشار بعض النقاد إلى محدوديته من حيث الحصر المعجمي وعدم انفتاحه على تنويعات اللهجات الأمازيغية كافة. ومع ذلك، يُنظر إلى الكتاب باعتباره إضافة نوعية إلى الجهود المعجمية الحديثة الرامية إلى تقعيد الأمازيغية وتوسيع حضورها في الحقول المعرفية المختلفة.